# Parlement.com
Parlement.com (voorheen Parlement & Politiek) is een Nederlandstalige website met informatie over de Nederlandse politiek en die van de Europese Unie. De website was een initiatief van het Parlementair Documentatie Centrum van de Universiteit Leiden en werd door wetenschappelijk medewerkers van inhoud voorzien. Een van de drijvende krachten was en is Bart van den Braak, parlementair historicus en redacteur.
Tegenwoordig is de website eigendom van het bedrijf  PDC Informatie Architectuur, dat voortkwam uit het wetenschappelijk centrum en naar eigen zeggen onafhankelijk is. De website kent echter geen vastgelegd redactiestatuut dat de onafhankelijkheid en neutraliteit borgt.
Onderwerp is de Nederlandse politiek, de politici en de inrichting van de politieke organen, zowel in het heden als in de afgelopen eeuwen.
Onderdeel van de website is een digitaal biografisch archief dat uitgebreide gegevens bevat van Nederlandse en Europese politici en (landelijke) bestuurders sinds 1795. Behalve ministers, staatssecretarissen en Kamerleden, omvat dit ook onder meer leden van de Raad van State, leden van de Algemene Rekenkamer en Commissarissen van de Koning(in).
Daarnaast is er informatie te vinden over de relatie tussen Nederland en de EU (leden van het Europees Parlement en de Europese Commissie en de betrokkenheid van het parlement bij EU-regelgeving).
De website trekt wekelijks 60.000 bezoekers en in de aanloop naar verkiezingen ook wel het dubbele.
Op de website kan men onder meer het volgende aantreffen:
- Betekenis en toepassing van parlementaire rechten
- Kiesrecht
- Politieke partijen
- Kabinetten
- Premiers van Nederland
- Ministers van Nederland
- Eerste Kamerleden
- Tweede Kamerleden
- Europarlementariërs
- Politieke en parlementaire instellingen, -begrippen en -gebeurtenissen
- Landelijke verkiezingen
- Zetelverdelingen Staten-Generaal
- Europese Unie
- Wekelijkse column van Joop van den Berg en Bert van den Braak